# Alejandro Hisis
Alejandro Manuel Hisis Araya (* 16. Februar 1962 in Valparaíso) ist ein ehemaliger chilenischer Fußballspieler. Der Abwehrspieler spielte 41-mal in der Nationalmannschaft und nahm an den Olympischen Spielen 1984 teil.

## Laufbahn

### Vereine
Hisis begann seine Laufbahn beim in Buenos Aires beheimateten Club Comunicaciones, bei dem er 1978 und 1979 tätig war. Im Januar 1980 kehrte er in seine Heimat zurück und erhielt einen Vertrag beim populärsten Verein des Landes, CSD Colo-Colo, mit dem er zweimal die mexikanische Fußballmeisterschaft und dreimal den chilenischen Pokalwettbewerb gewann.
Während seiner Zeit bei den Albos gehörte er auch zum Kader der chilenischen Fußballmannschaft, die am Fußballturnier der Olympischen Sommerspiele 1984 teilnahm.
Im Sommer 1985 wechselte Hisis zum griechischen Verein OFI Kreta, bei dem er bis 1990 unter Vertrag stand. In der Saison 1986/87 gehörte Hisis zum erfolgreichen Kader der Mannschaft, die zum bisher einzigen Mal in der Vereinsgeschichte den griechischen Pokalwettbewerb gewann.
Zu Beginn der 1990er Jahre spielte Hisis für den mexikanischen Verein CF Monterrey, mit dem er in der Saison 1991/92 auch den mexikanischen Pokalwettbewerb gewinnen konnte. Auch für diesen Verein war es der bisher einzige Erfolg im nationalen Pokalwettbewerb.
Anschließend spielte Hisis für einige Monate noch einmal beim CSD Colo-Colo und gehörte zu der Mannschaft, die 1992 die Copa Interamericana gewann.
Danach war Hisis noch einmal zwei Jahre in Mexiko, wo er zunächst bei den UANL Tigres und anschließend beim CF Pachuca unter Vertrag stand, bevor er seine aktive Laufbahn in seiner Heimat ausklingen ließ, wo er noch beim CD Palestino und bei Santiago Morning tätig war.

### Nationalmannschaft
Zwischen 1983 und 1989 absolvierte Hisis insgesamt 41 Einsätze (zwei Tore) für die chilenische Fußballnationalmannschaft.

## Erfolge
- Chilenischer Meister: 1981, 1983
- Chilenischer Pokalsieger: 1981, 1982, 1985
- Griechischer Pokalsieger: 1986/87
- Mexikanischer Pokalsieger: 1991/92